# Sheila Chandra
Sheila Chandra (Londra, 14 marzo 1965) è una cantante britannica di origini indiane, considerata una pioniera della world music.

## Biografia
Chandra nacque nel 1965 nel distretto di Waterloo, a Londra. Dopo essere entrata nel cast della serie Grange Hill, andata in onda fra gli anni settanta e ottanta, Chandra formò i Monsoon assieme al bassista Martin Smith e al produttore discografico Steve Coe. Il loro unico album Third Eye (1982) fonde musica occidentale e pop indiano, e contiene una cover di Tomorrow Never Knows dei Beatles in cui fa capolino il distintivo sound per chitarra trattata con l'EBow di Bill Nelson. Degni di nota sono anche i singoli Ever So Lonely e Shakti, che si piazzarono rispettivamente in dodicesima e quarantunesima posizione nelle classifiche britanniche.
Nel 1982, in seguito allo scioglimento dei Monsoon, Chandra iniziò una carriera solista sostenuta da Coe e Smith. Il suo primo album solista fu Out of My Own (1984), che risente la lezione del pop e della disco music, a cui seguirono altri dischi nel segno della world/fusion. Secondo alcuni, la fase della maturità di Chandra ebbe inizio durante gli anni novanta, periodo in cui l'artista venne scritturata dalla Real World di Peter Gabriel. Gli album di questo periodo, fra cui Weaving My Ancestors' Voices (1992), si allontanano dalle contaminazioni pop e dance dei dischi precedenti per abbracciare un sound più spirituale che lambisce la drone music.
Agli inizi degli anni 2010, l'artista fu costretta a interrompere la sua carriera musicale a causa di una glossodinia che la rese incapace di parlare.

## Discografia

### Album in studio
- 1984 – Out on My Own
- 1984 – Quiet
- 1985 – The Struggle
- 1985 – Nada Brahma
- 1990 – Roots and Wings
- 1992 – Weaving My Ancestors' Voices
- 1994 – The Zen Kiss
- 1996 – ABoneCroneDrone

### Antologie
- 1991 – Silk
- 1999 – Moonsung: A Real World Retrospective
- 2003 – The Indipop Retrospective